# Sinpalposyllis australiensis
Sinpalposyllis australiensis är en ringmaskart som beskrevs av Hartmann-Schröder 1983. Sinpalposyllis australiensis ingår i släktet Sinpalposyllis och familjen Syllidae. Inga underarter finns listade i Catalogue of Life.